# Building 429
Building 429 es una banda estadounidense de rock cristiano que forma parte de Essential Records. En 2005 ganaron el Premio Dove en la categoría de artista nuevo del año. Su nombre se deriva del libro de Efesios 4:29 que, en la Nueva Versión Internacional de la Biblia, dice lo siguiente: «Eviten toda conversación obscena. Por el contrario, que sus palabras contribuyan a la necesaria edificación y sean de bendición para quienes escuchan». Building vendría a ser en español edificio o en este caso, edificación. Los miembros del grupo proceden de la iglesia bautista Snyder Memorial y varias zonas de Carolina del Norte, así como de Texas. 

## Historia

### Primeros años
En 1999, el bajista Scotty Beshears y el cantante y guitarrista Jason Roy se conocieron en Carolina del Norte en la última presentación de la banda de Roy, All Too Familiar. Beshears antes estuvo en otra banda independiente llama Elijah's Ride. Se asociaron con el baterista Christian Fuhrer y formaron un nuevo grupo mezclando sonido pop-rock con letras inspiradas en el cristianismo. El trío musical empezó a presentarse bajo el nombre de "Building 429".
Según Jason Roy, el nombre de la banda se originó de un grupo joven al cual la esposa de Roy, Cortni, asistía. Ese grupo se llamaba "429 Challenge" basado en el pasaje bíblico de Efesios 4:29. Cuando alguien en el grupo hablaba negativamente de otro, los demás le decían "cuatro veintinueve." El ofensor entonces tenía que decir algo reconfortante al ofendido. La banda aceptó este reto y pasó a llamarse "Building 429".
Durante todo el 2000, Building 429 realizó un largo programa de giras con cerca a 100 presentaciones y 3.000 copias de su primer disco homónimo. En 2001, profundizaron su sonido añadiendo un segundo guitarrista, Paul Bowden. La banda se ubicó en el primer lugar del sitio web A&R de Flicker Records.
En verano de 2002, Building 429 lanzó el EP Preflight que incluyen tres grabaciones relacionadas con su segundo lanzamiento por venir y cuatro demos acústicos. Sólo estuvo disponible en shows en vivo y en el sitio web de la banda. En otoño del mismo año fue lanzado Flight, el segundo álbum independiente del grupo. Inicialmente presentado en un CD con una portada sin carátula, el disco fue vendido en shows y a través de la página web. En 2003, el álbum fue renombrado como Building 429 y fue redistribuido esta vez con un diseño y empaque profesionales. Chris Fuhrer dejó la banda y Saul Johnson fue su reemplazo.

### Word Records
En 2003, Building 429 continuó de gira dentro y alrededor de Carolina del Norte promoviendo su música y álbum independiente. Saul Johnson dejó la banda a mitad de año, dejando su lugar a Michael Anderson en la batería. Anderson había sido parte de Remember Jonah, un grupo de rock cristiano de Carolina del Norte que tocó junto a Building 429 a inicios de año. En el verano, Building 429 se unió a Sonicflood para ir de gira. Esta experiencia llevó a la agrupación a firmar con Word Records, una discográfica de Warner Music Group. La banda inmediatamente trabajó en estudio para su álbum debut bajo un sello discográfico.
«Glory Defined», el primer sencillo de radio de Building 429, alcanzó el primer lugar en ocho listados de música cristiana en 2004 y llegó al puesto 1 del chart de Christian Radio Weekly más rápido que cualquier otra canción en la historia de la publicación y se mantuvo en lo alto por diez semanas consecutivas. La canción fue el tema que da el título al EP Glory Defined, lanzado el 6 de abril de 2004. El 27 de julio de 2004 fue lanzado el debut nacional de Building 429: Space In Between Us. Producido por Jim Cooper, salieron los hits de radio «Above It All», «The Space In Between Us» y «No One Else Knows». El lanzamiento del álbum fue seguido con giras junto a Jeremy Camp, Tree63 y Sonicflood.
En 2005, Building 429 fue nominado en cuatro ocasiones a los GMA Dove Awards y resultó ganador en la categoría de Nuevo artista del año. Continuaron sus giras junto a Todd Agnew, BarlowGirl, Casting Crowns y Paul Colman. Lanzaron en agosto de 2005 una versión especial de Space In Between que contiene dos temas adicionales del EP Glory Defined («All You Ask of Me» y «Free»), el mix AC de «Glory Defined» el mix de radio de «No One Else Knows» y un cover de Chris Tomlin, «Famous One». Jesse Garcia ocupó por un tiempo el puesto de guitarrista de Paul Bowden después de que este sufriera un accidente. Cuando Bowden regresó, la banda decidió mantener a Garcia como tercer guitarrista y tecladista, permitiendo al vocalista principal Jason Roy, concentrarse sólo en el canto durante los conciertos. El grupo volvió a estudio para grabar su segundo álbum: Rise.
Producido por Monroe Jones, Rise (lanzado el 14 de marzo de 2006) presentó un sonido más intenso en línea con las presentaciones en vivo de la banda. Los sencillos fueron «Searching For a Savior», «Fearless» y «I Belong to You». El disco también contó con la participación del exmiembro de DC Talk, Michael Tait y la inclusión de la versión de «I Believe», tema de Blessid Union of Souls. En enero de 2006 se anunció que el guitarrista Paul Bowden estaría dejando la banda a fin de mes para buscar otras áreas de ministerio. Bowden no fue reemplazado ni se expresó el deseo de la intención de hacerlo.
Después del lanzamiento de Rise, Building 429 realizó otra gira junto a Tait. Parte de la gira incluyó a Tim Scott y Will Decker, misioneros de Travel the Road. En septiembre de 2006, se inició la graduación del álbum sucesor de Rise. A fines de 2006, Building 429 viajó a Alemania y realizó presentaciones en Heidelberg, Hanau, Baumholder y hasta en Dinamarca.
En enero de 2007, la banda anunció de forma oficial, a través de su lista correo electrónico, sitio web y página de MySpace que el bajista y fundador Scotty Beshears abandonó la banda en búsqueda de "otro capítulo" en su vida. Aaron Branch, quien ya había estado con ellos en las giras, fue contratado y se convirtió en el nuevo bajista del grupo. Continuaron grabando en enero y titularon su tercer trabajo como Iris to Iris. «Grace That is Greater» fue el sencillo digital del álbum. En primavera de 2007, Building 429 se unió a otro exintegrante de DC Talk, TobyMac, para el "Portable Sounds Tour", con la compañía de Thousand Foot Krutch y Family Force 5.
Iris to Iris fue lanzado el 1 de mayo de 2007 y producida por Brown Bannister. Según la página de MySpace de la banda, "sentían que Dios los llamaba en una nueva dirección". La banda tomó la estricta decisión de centrar sus canciones solamente en Dios. Pronto, según Roy, «las canciones empezaron a fluir. Fue el más fácil, más satisfactorio y el más divertido proceso de escritura que hayamos experimentado». El resultado, Iris to Iris, fue una colección de canciones originales de adoración y dos himnos («Grace That is Greater» y «Search Me O God»). Las canciones fueron escritas por los miembros Michael Anderson, Jesse Garcia, Jason Roy y el veterano escritor cristiano Chris Eaton (Amy Grant, Point of Grace y Jaci Velásquez).
En mayo de 2007 el grupo se embarcó en un largo mes lleno de gira con la banda Jackson Waters para promocionar Iris to Iris. Tras presentarse en algunos festivales en verano, Building 429 continuó con una segunda serie de gira junto a Jackson Waters, Storyside:B y The Afters. En 2008 se unieron a Pillar, Wavorly y Brooke Barrettsmith en la gira "For the Love of the Game" (22 de febrero al 6 de abril); además de reunirse con Remedy Drive y Bread of Stone en el tour "Lifelight" (9 al 19 de abril).
El 3 de julio de 2008 fue lanzado Glory Defined: The Best of Building 429, un compilatorio de las mejores canciones de la banda bajo el sello de Word Records.

### INO Records
Un comunicado de fecha 10 de septiembre de 2008 afirmaba que Building 429 se unió a INO Records tras casi cinco años trabajando con Word Records. El 21 de octubre de 2008 se lanzó un álbum titulado Building 429 que marcó el "nuevo inicio" de la banda con la nueva discográfica. «End of Me» fue el primer sencillo lanzado a la radio cristiana, seguido de «Overcome». Soul-Audio, una publicación de música cristiana, puntuó el álbum afirmando que «olviden el futuro, el presente es muy brillante por este trío».

### Essential Records
Su siguiente disco, Listen to the Sound, fue lanzado el 10 de mayo de 2011. El tema que da nombre al disco fue lanzado como sencillo y alcanzó el sexto lugar en el listado de Christian Songs de Billboard. Posteriormente se lanzó el sencillo «Where I Belong», que alcanzó el primer lugar del mismo ranking y se mantuvo en la más alta posición durante 15 semanas seguidas.

## Miembros de la banda
- Jason Roy - Voz principal, teclados y guitarra (2000–presente)
- Michael Anderson - Batería (2003–presente)
- Jesse Garcia - Voz de fondo, teclados y guitarra (2005-presente)
- Aaron Branch - Bajo, voz de fondo (2007–presente)

### Exmiembros
- Christian Führer - Batería (2000-2002)
- Saul Johnson - Batería (2002-2003)
- Paul Bowden - Guitarra (2001-2006)
- Scotty Beshears - Bajo (2000 - 2007)

## Discografía

### Lanzamientos independientes
| Año  | Detalles                                   |
| ---- | ------------------------------------------ |
| 2000 | Building 429 - Discográfica: Independiente |
| 2002 | Preflight - Tipo: EP                       |
| 2002 | Flight - Discográfica: Independiente       |

### Lanzamientos con sello discográfico
| 2004                                              | Glory Defined - Tipo: EP                                     | —   | —  | 33 | 35 |
| 2004                                              | Space in Between Us - Discográfica: Word Records             | —   | —  | 8  | 19 |
| 2006                                              | Rise - Discográfica: Word Records                            | 81  | —  | 3  | —  |
| 2007                                              | Iris to Iris - Discográfica: Word Records                    | 140 | —  | 4  | —  |
| 2008                                              | Glory Defined: The Best of Building 429 - Tipo: Compilatorio | —   | —  | —  | —  |
| 2008                                              | Building 429 - Discográfica: INO Records                     | 119 | 49 | 3  | —  |
| 2011                                              | Listen to the Sound - Discográfica: Provident Label Group    | 115 | 31 | 2  | —  |
| "—" denota que el lanzamiento no entró en listas. |                                                              |     |    |    |    |

### Sencillos
| Año  | Sencillo                           | Posición en listas | Álbum               |
| Año  | Sencillo                           | US Christ          | Álbum               |
| 2004 | «Glory Defined»                    | 1                  | Glory Defined       |
| 2006 | «Fearless»                         | 40                 | Rise                |
| 2006 | «I Belong To You»                  | 26                 | Rise                |
| 2008 | «Singing Over Me»                  | 16                 | Iris To Iris        |
| 2009 | «End Of Me»                        | 10                 | Building 429        |
| 2009 | «Always»                           | 24                 | Building 429        |
| 2011 | «Listen To The Sound»              | 4                  | Listen To The Sound |
| 2011 | «Where I Belong»                   | 1                  | Listen To The Sound |
| 2013 | «Press On» junto a Blanca Callahan | 7                  | We Won't Be Shaken  |

* Actualmente en listas.

## Premios y nominaciones
| Año  | Premio                           | Categoría                                      | Trabajo nominado                         | Resultado |
| ---- | -------------------------------- | ---------------------------------------------- | ---------------------------------------- | --------- |
| 2014 | Premios Grammy                   | Mejor álbum de música cristiana contemporánea  | We Won't Be Shaken                       | Nominados |
| 2005 | GMA Dove Awards                  | Artista nuevo del año                          | Building 429                             | Ganadores |
| 2005 | GMA Dove Awards                  | Canción del año                                | «Glory Defined»                          | Nominados |
| 2005 | GMA Dove Awards                  | Canción grabada del año Rock/Contemporáneo     | «Glory Defined»                          | Nominados |
| 2013 | GMA Dove Awards                  | Canción del año                                | «Where I Belong»                         | Nominados |
| 2013 | GMA Dove Awards                  | Interpretación cristiana contemporánea del año | «Where I Belong»                         | Nominados |
| 2013 | GMA Dove Awards                  | Álbum de evento especial del año               | Jesus, Firm Foundation: Hymns of Worship | Nominados |
| 2013 | Billboard Music Awards           | Mejor canción cristiana                        | «Where I Belong»                         | Nominados |
| 2014 | Billboard Music Awards           | Mejor canción cristiana                        | «We Won't Be Shaken»                     | Nominados |
| 2004 | American Christian Music Awards  | Grupo/dúo nuevo del año                        | Building 429                             | Nominados |
| 2013 | K-LOVE Fan Awards                | Canción del año                                | «Where I Belong»                         | Nominados |
| 2013 | K-LOVE Fan Awards                | Artista revelación del año                     | Building 429                             | Nominados |
| 2014 | K-LOVE Fan Awards                | Grupo/dúo del año                              | Building 429                             | Nominados |
| 2005 | ASCAP Christian Music Awards     | Una de las canciones más reproducidas          | «Glory Defined»                          | Ganadores |
| 2014 | ASCAP Christian Music Awards     | Una de las canciones más reproducidas          | «We Won't Be Shaken»                     | Ganadores |
| 2005 | BMI Christian Music Awards       | Canción del año                                | «Glory Defined»                          | Ganadores |
| 2005 | BMI Christian Music Awards       | Una de las canciones AC más sonadas            | «Glory Defined»                          | Ganadores |
| 2005 | BMI Christian Music Awards       | Una de las canciones más sonadas de la radio   | «Glory Defined»                          | Ganadores |
| 2012 | BMI Christian Music Awards       | Una de las canciones más sonadas de la radio   | «Listen To The Sound»                    | Ganadores |
| 2013 | BMI Christian Music Awards       | Canción del año                                | «Where I Belong»                         | Ganadores |
| 2013 | BMI Christian Music Awards       | Una de las canciones más sonadas de la radio   | «Where I Belong»                         | Ganadores |
| 2014 | BMI Christian Music Awards       | Una de las canciones más sonadas de la radio   | «We Won't Be Shaken»                     | Ganadores |
| 2015 | BMI Christian Music Awards       | Una de las canciones más sonadas de la radio   | «Press On» (Junto a Blanca Callahan)     | Ganadores |
| 2012 | About.com Reader's Choice Awards | Mejor banda de rock cristiano                  | Building 429                             | Nominados |